# Simon Schriefer
Simon Schriefer (* 20. März 1989 in Köln) ist ein deutscher Schauspieler, Sprecher, Musiker und Podcaster.

## Leben
Schriefer arbeitete nach dem Abitur lange Zeit in einer sozialen Einrichtung als Arbeitsanleiter mit langzeitarbeitslosen und suchtkranken Menschen zusammen. Während seines Studiums der Musikwissenschaft- und Philosophie an der Universität zu Köln engagierte sich Schriefer beim Kölner Hochschulradio Kölncampus und erhielt dort eine radiojournalistische Grundausbildung.
Nach dem Studium absolvierte er eine private Ausbildung als Sprecher und ist seit 2021 als solcher tätig. Zur selben Zeit begann er eine private Schauspielausbildung und schloss diese im Jahr 2022 ab. Schriefer tourt seitdem mit seinem 90-minütigen Einpersonenstück Rum und Wodka durch deutsche Theater. Weitere Engagements folgten, u.a. am Kölner Tiefrot Theater und dem Theater in der Alten Turnhalle. Im Frühjahr 2023 absolvierte Schriefer eine Weiterbildung zum Filmschauspieler und wirkte seither an diversen Filmprojekten mit. Seit Herbst 2023 steht er im Schwarzwald mit der Komödie Die Wunderübung auf der Bühne. Die Premiere des nachfolgenden Stücks Zahltag erfolgte ebenda im September 2024.

## Musik
Schriefer spielt Gitarre und Klavier. Außerdem wirkte er in zahlreichen Bands und Musikprojekten als Sänger und Instrumentalist mit. Später studierte er Musikwissenschaft. Für die Produktion Der fröhliche Weinberg übernahm Schriefer die musikalische Leitung. Er betätigte sich während des Studiums nebenbei als Hochzeitssänger und über einige Jahre als Straßenmusiker.

## Theater
- Seit 2022: Rum und Wodka von Conor McPherson, Regie: Thomas Höhne, Rolle: Mikey (Premiere: Theater in der Alten Turnhalle, Gernsbach)[18][19][20]
- 2022: Der fröhliche Weinberg von Carl Zuckmayer, Regie: Volker Lippmann, Rolle: Knuzius (Tiefrot Theater, Köln)[21]
- 2022: Sünder von Joshua Sobol, Regie: Volker Lippmann, Rolle: Nur (Tiefrot Theater, Köln)[22]
- 2023–2025: Die Wunderübung von Daniel Glattauer, Regie: Thomas Höhne, Rolle: Harald/Therapeut (Theater in der Alten Turnhalle, Gernsbach)
- 2024–2025 Zahltag von Sebastién Thiéry, Regie: Thomas Höhne, Rolle: Mathieu/Sohn (Theater in der Alten Turnhalle, Gernsbach)[23]
- 2025-2026 Einszweiundzwanzig vor dem Ende von Matthieu Delaporte, Regie: Thomas Höhne, Rolle: Tod (Theater in der Alten Turnhalle, Gernsbach)[24]

## Film/TV
- 2023: Die Landarztpraxis, Sat.1, Rolle: Mike Wolff
- 2024: Suffer (Kurzfilm), Rolle: Luke, Regie: Kilian Schaumberger[25]
- 2024: Die Villa (Spielfilm), Rolle: Tim, Regie: Max Rohland[26]
- 2024: Black Monday (Kurzfilm), Rolle: Bratze, Regie: Alexander Urban[27]
- 2024: Apotheose (Kurzfilm), Rolle: Jade, Regie: Ben Morgenstern[27]
- 2024: Herzrhythmusstörung (Kurzfilm), Rolle: Marcel, Regie: Laura Naila Vorgang[27]

## Sprecher
- 2019: Alles in OHRdnung, Hörspiel KölnCampus, Regie: Bentje Staack, Rolle: Mo[28]
- 2019: Der Herr des Wassers, Hörspiel KölnCampus, Regie: Stefan Kessemeier, Rolle: Waschbär
- 2021–2022: Täglich Bitcoin & Krypto, Hauptsprecher für YouTube-Kanal[29]
- 2022: Muss dat sein, Podcast (Gesundheit und Ernährung)[30]
- 2022: Aptamil Werbespot[31]
- 2022: Škoda Werbespot[8]
- 2022: Die Feuerzangenbowle von Heinrich Spoerl, Live-Hörspiel, Leitung: Jörg Kernbach, Rolle: Hans Pfeiffer[9]
- 2023: Somat Werbespot
- 2023: The Bitcoin Experiment[32], Voice-Over Doku, Regie: Max Kittan
- 2023: Dokumentationen ÖRR (Voice-Over für versch. Formate)
- 2023: Ungewöhnliche Kriminalfälle, Podcast, True-Crime Serie, Podster[33]
- 2023: Imagefilm DUS (Düsseldorfer Flughafen)
- 2023–2024: Malmberg (E-Learning für niederländische Schüler)
- 2024: Aptamil Werbespot
- 2024: Imagefilm Cybersicherheit
- 2024: Axa (E-Learning)
- 2024: Die Feuerzangenbowle von Heinrich Spoerl, Live-Hörspiel, Leitung: Jörg Kernbach, Rolle: Hans Pfeiffer[9]
- 2025: Audi AVT